# 금복주

참소주 시음장 (대구)

금복주(KUMBOKJU)는 대한민국의 소주 제조 회사다. 본사는 대구광역시 달서구 장동 성서산업단지 내에 위치한다. 성서산업단지역 남쪽에 있으며, 대구광역시와 경상북도 지역 굴지의 주류 업체로, 계열사로는 경주법주 등이 있다.

## 연혁
- 1957년 4월 11일: 삼산물산 창업
- 1957년 12월 8일: 삼산양조주식회사로 상호 변경
- 1963년 2월 25일: 금복주 상표 사용 개시
- 1972년 9월 1일: 경주법주양조㈜ 설립
- 1972년 11월 1일: 쌀로 빛은 전통술 경주법주 출시
- 1974년 9월 1일: 인천합동소주 흡수 합병
- 1974년 10월 1일: 경북소주공업 합병
- 1975년 1월 1일: 삼선물산에서 현재 상호명을 주식회사 금복주로 변경
- 1977년 1월 8일: 순천 만보양조합명회사 인수
- 1981년 5월 26일: 금복주가 경주법주양조㈜ 자본 참여
- 1981년 10월 26일: 화성기업 인수
- 1981년 12월 20일: 경주법주선물세트 출시
- 1983년 7월 30일: 금복주가 국내최초로 과실주 면허 취득
- 1983년 10월 3일: 자회사 현재 상호명을 경주법주㈜로 개명
- 1984년 3월 26일: 금복주 새로운 상표로 재출시
- 1985년 1월 2일: 서구식 애플와인 두리랑 출시
- 1986년 3월 7일: 공장이전 부지계약체결(성서공단 내)
- 1986년 3월 18일: 금복주가 제 13회 상공의 날을 맞아 은탑산업훈장을 수훈을 하였다.
- 1986년 9월 15일: 런던식 드라이진 빅벤 출고 개시
- 1987년 4월 1일: 경주법주 새로운 상표로 재출시
- 1988년 3월 4일: 금복주 성서공장 착공
- 1989년 3월 10일: 알카리성 무사카린 금복주 재출시
- 1991년 5월 4일: 금복주 성서공장 준공
- 1991년 5월 9일: 금복주 기술연구소 개설
- 1991년 6월 5일: 금복주 태권도부 창단
- 1991년 8월 19일: 수퍼골드 출시
- 1992년 3월 20일: 수퍼골드 마일드 출시
- 1993년 3월 2일: 지하암반천연수로 만든 금복주 재출시
- 1993년 6월 24일: 금복주가 만든 국산 몰트위스키 스팅 출시
- 1995년 10월 10일: 전통주 화랑 출시
- 2005년 7월 28일: 금복복지재단 설립
- 2006년 9월 1일: 전통주 화랑 리뉴얼 재출시
- 2007년 12월 7일: 금복장학재단 설립
- 2008년 9월 9일: 창업주 김홍식 명예회장 별세
- 2008년 12월 1일: 매년 개최하는 대구국제마라톤대회 공식후원사 지정
- 2010년 7월 5일: 명품주 화랑 2010 샌프란시스코 국제와인대회에서 라이스와인 금메달 수상
- 2010년 11월 1일: 주식회사 금복주에서 주류제조사업분야를 (신)주식회사 금복주로 분할하였으며 남은 회사는 금복홀딩스 주식회사로 변경.
- 2010년 12월 30일: 금복주 2011대구세계육상대회 10억 후원
- 2012년 6월 13일: 국산쌀 20% 도정을 한 경주법주쌀막걸리 출시
- 2013년 7월 15일: 경주법주쌀막걸리 2013 샌프란시스코 국제와인품평회 금메달 수상
- 2016년 5월 22일: 경주법주쌀막걸리 몽드셀렉션 금상 수상
- 2017년 6월 1일: 우리쌀 20% 도정을 한 경주법주 우리쌀 막걸리 출시
- 2017년 10월 16일: 금복주 자회사 경주법주-농업경영인 경주시연합회 업무 협약 체결
- 2017년 11월 1일: 증류식 소주 제왕 16.9도 출시
- 2018년 3월 12일: 맛있는 참 20.1도 출시
- 2018년 3월 21일: 참아일랜드 독도 신제품 출시
- 2018년 8월 7일: 맛있는 참 리뉴얼 제품 출시
- 2018년 11월 29일 맛있는 참과 함께하는 따뜻한 동행(연말까지 판매수익 5억원 성금 전달)
- 2019년 2월 17일: 고구마 증류식 소주 맛있는 참 오리지널 출시
- 2019년 3월 24일: 고구마 증류식 소주 맛있는 참 오리지널 출시이후 1100만병
- 2019년 12월 2일: 70년대 소주왕 금복주 뉴트로 출시
- 2019년 12월 11일: 소주왕 금복주 크리스마스 에디션 출시
- 2019년 12월 29일: 금복주 새로운 CI 변경
- 2020년 1월 30일: 소주왕 금복주 뉴트로 출시 이후 수도권에 판매 진출
- 2020년 2월 24일: 금복복지재단-대한적십자사 대구지사 코로나19 예방 확산 방지 10억원 기부
- 2020년 3월 3일: 경상북도, 금복복지재단, 대한적십자사 코로나19 극복 위해 20억원 기부
- 2020년 4월 10일: 금복주 자체 방역봉사대 구성
- 2020년 7월 20일: 소주왕 금복주와 맛있는 참소주가 2020 몽드셀렉션 은상 수상
- 2021년 3월 18일: 금복주-에잇세컨즈-무신사 공동 콜라보레이션 제품 출시
- 2021년 9월 5일: 100% 고구마 원료로 빛은 프리미엄 증류식 소주 백로(白露) 출시
- 2022년 6월 10일: 금복주 골드 클래스 출시
- 2022년 9월 18일: 찹쌀 증류식 무가당 소주 제로투 출시
- 2023년 6월 9일: 프리미엄 증류식 소주 백로(白露)가 2023 몽드셀렉션 주류품평회에서 금상 수상
- 2023년 12월 1일: DGB 대구은행, 경북도 수출기업 경쟁력 상생금융 실천을 위한 업무 협약(MOU)을 체결
- 2023년 12월 3일: 금복복지재단이 연말 소방공무원 위문품 지원
- 2023년 12월 7일: 금복문화재단이 영양군 인재육성장학회에 장학금 1000만원 기탁
- 2025년 3월 31일: 금복복지재단이 경북 산불 피해 주민 지원 위해 성금 5억원 전달

## 제품과 브랜드
| - 깨끗한 아침, 참(병. 360밀리리터) - 깨끗한 아침, 참 PET(200밀리리터, 360밀리리터, 640밀리리터, 1.8리터, 3.6리터) - 참 담금주(과일 담금주) - 금복주 골드 클래스(소주왕 금복주 황금버전) - 찐찐 - 제로투 - 제왕 - 백로 - 오크젠 | - 경주법주 - 경주법주 초특선 - 경주법주쌀막걸리 / 경주법주 우리쌀 막걸리 - 경주법주 쌀 청포도 - 경주법주 유자막걸리 / 경주법주 유자막걸리 - 경주법주 명가 차례주 - 화랑 - 천수 - 경주법주선물세트 |

## 영업소
- 전국영업망
  - 서울
  - 대전
  - 광주
  - 제주
  - 안동
  - 포항
  - 구미
  - 울산
  - 부산
  - 경남
  - 강릉
  - 인천
  - 원주
  - 경기남부